# Ministro di Stato per la gioventù e l'infanzia
Il ministro di Stato per la gioventù e l'infanzia (in albanese: Ministër i Shtetit për Rininë dhe Fëmijët) è un ministro, membro del governo albanese responsabile delle questioni relative ai giovani e ai bambini. Il ministro sviluppa e monitora le politiche volte alla tutela dei diritti dei giovani, cooperando con le organizzazioni che lavorano nel settore e con i programmi internazionali di scambio giovanile. L'attuale ministro è Bora Muzhaqi.

## Elenco dei ministri (2021–)
| N° | Ministro     | Mandato           | Mandato   |
| 1  | Bora Muzhaqi | 18 settembre 2021 | in carica |